# Domagoj Abramović
Pour les articles homonymes, voir Abramović.
Domagoj Abramović est un footballeur croate né le 4 janvier 1981 à Zagreb en Croatie.

## Palmarès
| NK Dinamo Zagreb - Coupe de Croatie - Vainqueur (1) : 2001 |  | NK Široki Brijeg - Championnat de Bosnie - Champion (2) : 2004, 2006 |

| Inter Turku - Championnat de Finlande - Champion (1) : 2008 - Coupe de la Ligue de Finlande - Vainqueur (1) : 2008 |  | Olympiakos Volos - Beta Ethniki (D2) - Champion (1) : 2010 |